# Брамер, Леонард
Леонард Брамер, Леонарт Брамер (итал. Leonard o Leonaert Bramer; 24 декабря 1596, Делфт, Южная Голландия — 10 февраля 1674, Делфт) — голландский художник, живописец, рисовальщик и гравёр так называемого «Золотого века» голландский живописи, мастер офорта. Романист, прерембрандтист. Известен также под прозванием Леонардо Ночной (итал. Leonardo delle Notti) благодаря «ноктюрнам» (изображению ночных сцен с особенным эффектом освещения), выдающим пристрастие художника к необычной одежде и обстановке. Работал также в области бытового и исторического жанров.

## Биография

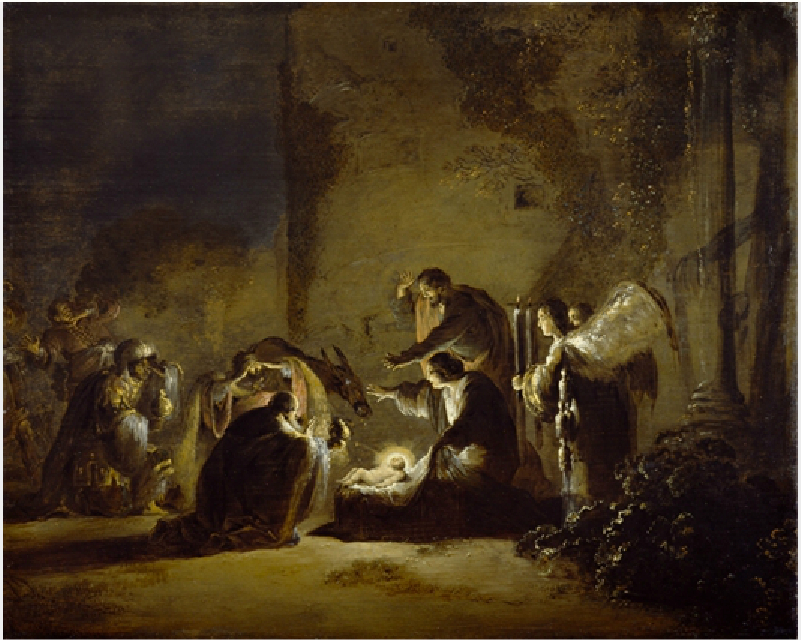
Поклонение волхвов. Между 1633 и 1635. Дерево, масло. Детройтский институт искусств. Детройт, США

Леонард Брамер родился в Делфте, Южная Голландия, в городе, известным своими художественными и ремесленными традициями и, прежде всего, делфтской школой живописи. В 1614 году в возрасте восемнадцати лет он отправился в путешествие по Франции и Италии: через Аррас, Амьен, Париж, Экс-ан-Прованс (февраль 1616), Марсель в Геную, Ливорно и в 1616 году, наконец, прибыл в Рим. В Риме он пробыл до 1628 года.
Брамер, очевидно, хорошо знал своего выдающегося современника из Делфта, Яна Вермеера, ибо встал на его защиту, когда его будущая свекровь пыталась помешать ему жениться на её дочери. На самом деле вполне вероятно, что учителем Вермеера был не Карел Фабрициус, в свою очередь ученик Рембрандта, а Леонард Брамер, несмотря на то, что стили живописи обоих художников различны.
Брамер также был одним из немногих голландских художников, писавших фрески (редкое явление для искусства «севернее Альп»), этой технике Брамер научился в Италии, но ни одна из его фресок не сохранилась, как и настенная живопись на холстах, которая тоже почти не дошла до нашего времени.
В Италии Брамер испытал значительное влияние творчества Якопо Бассано, Д. Фетти, А. Эльсхаймера, А. Мантеньи и Веронезе.
В Риме Брамер стал одним из основателей общества «Перелётные птицы» или «Бент» (нидерл. bent — клуб, собрание, нидерл. Bent vogels — перелётные птицы, или нидерл. Bentvueghels — «птицы пера») — объединения иностранных художников, прибывавших в католический Рим из северных стран (главным образом из Нидерландов и Германии). В обществе получил прозвание «Непоседа» (Nestelghat) — всем членам общества по его уставу давали необычные прозвания. Брамер дружил с Вутером Крабетом II. Также он посвятил стихотворение Вибранду де Гисту. До октября 1627 года Брамер проживал в Риме, посещал Мантую и Венецию, часто для передачи посланий и встреч с живописцем Доменико Фетти. В Италии он работал по заказам принца Марио Фарнезе, а также принца Оранского и других представителей Оранской династии, получал заказы от графа Нассау, а также от местных бургомистров и заседателей.
Его пребывание в Риме закончилось в октябре 1627 года после того, как он был вовлечён в поножовщину в гостинице, в которой Клод Лоррен, известный французский живописец, также член «Перелётных птиц», пытался выступить посредником. Надвигающееся судебное разбирательство заставило Брамера покинуть Рим.
После 1628 года он вернулся в Делфт, где в 1629 году вступил в Гильдию Святого Луки Делфтского (Sint-Lucasgilde van Delft), неоднократно был её главой, и Братство стрелков, поскольку записался в Гражданскую гвардию и получил контракт на обслуживание картин в здании Doelen (Гражданская гвардия). Он также расписал дворец Принсенхоф в Делфте. В 1648 году Брамер во второй раз отправился в Рим Из-за влажного голландского климата фрески не сохранились.
Оставаясь всю жизнь холостяком, Брамер много работал до конца своей жизни, которая оборвалась в его родном Дельфте в 1674 году.

## Творчество
В выборе сюжетов Брамер оказывал предпочтение скорее итальянской, нежели нидерландской школе живописи. Обычно он выбирал мифологические, аллегорические, исторические и библейские сюжеты (например, «Отречение апостола Петра», Рейксмюсеум, Амстердам). Брамер держался в стороне от традиционных голландских жанров, таких как пейзаж, натюрморт, портрет, бытовой жанр. Он редко прибегал и к итальянским пасторальным сценам, популярным среди утрехтских караваджистов.
Он был разносторонним художником, изготавливал картоны (подготовительные рисунки) для гобеленов ткацких фабрик Делфта, расписывал стены и потолки, некоторые в иллюзионистском стиле. Брамер оставался необычайно продуктивным мастером вплоть до своей смерти в 1674 году. Исследователи насчитывают около 350 его картин.
Брамер также известен как выдающийся рисовальщик: его наследие в этом виде искусства состоит из 1300 листов, из которых около 200 находятся в Современной Пинакотеке (Pinakothek der Moderne) в Мюнхене.
Знаменитый «Альбом Брамера» (Album Bramer), созданный между 1642 и 1654 годами и ныне хранящийся в Лейдене, содержит множество зарисовок с картин делфтских художников. Среди рисунков, вероятно, самые загадочные — те, которые Брамер назвал «Straatwerken», что означает «уличные работы». Из документов также ясно, что фламандский торговец и коллекционер произведений искусства Гаспар Румер, проживавший в Неаполе, владел 1500 рисунками Брамера.
На живописный стиль Брамера оказали влияние Адам Эльсхаймер и мастер фресковой живописи Агостино Тасси. Во время своего пребывания в Риме у Брамера была возможность работать с Агостино Тасси, который занимался иллюзионистской живописью. Некоторые из работ Брамера, в частности виды бурного моря, иногда приписывали Тасси. Очевидно также влияние, которое оказал на него Караваджо, Геррит ван Хонтхорст и другие художники-караваджисты, включая последователей Виллема ван Влита и Кристиана Кувенберга. Леонардо Брамера относят также к прерембрандтистам (предшественникам Рембрадта), отчасти за использование эффектов светотени и пристрастие к «ночным сценам».
В 1674 году после смерти автора работы Брамера были выставлены на продажу в объявлении «Харлемской ежедневной газеты». Возможно, необходимость продажи возникла из-за находящейся в упадке нидерландской экономики:

3 мая 1674

В понедельник 7 мая 1674 года гильдия Святого Луки продает много хороших картин, и много хороших и редких образцов живописи и графики на доске, холсте и меди, а также различные большие книги, богатые иллюстрациями, выполненные очень уважаемым художником и графиком покойным Леонардом Брамером.
Оригинальный текст (англ.)May 3rd, 1674

Op Maendagh, den 7 Mey 1674. sal men tot Delft, op de St. Lucas Gilde-Kamer, verkoopen veel treffelijcke Schilderyen, en oock veel treffelijcke raere Kunst en Teyckeningen, soo op Paneel, Doeck als Kopere Platen, als oock verscheyde groote Boecken, vol Konst-werck: naergelaten van den vermaerden Schilder ende Teyckenaer Leendert Bramer Zal:.
Из описи имущества становится понятно, что Гаспаро Ромер приобрел полторы тысячи рисунков. Возможно самые любопытные среди них, так называемые, уличные наброски (Straatwerken).
В Санкт-Петербургском Эрмитаже творчество Брамера представлено семью картинами (две из которых атрибутируются условно): «Предсмертное видение Марии Магдалины», «Поклонение волхвов», «Изгнание торгующих из храма», «Обращение Савла», «Ночная сцена», «Распятие» и «Поклонение пастухов».

## Галерея

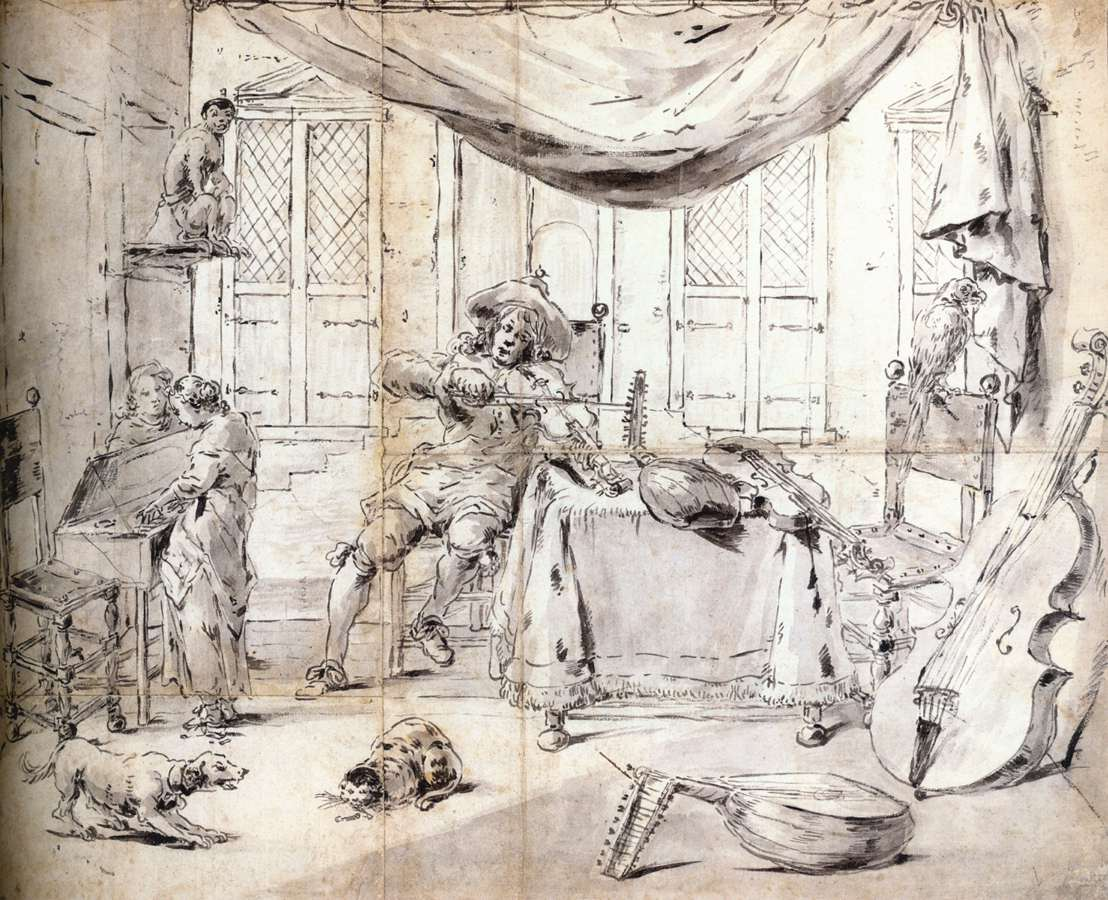
Музыканты. Ок. 1660. Бумага, перо, кисть, сепия. Рейксмюсеум, Амстердам
Продавец крабов. Бумага, перо, кисть, серая тушь. Местонахождение неизвестно
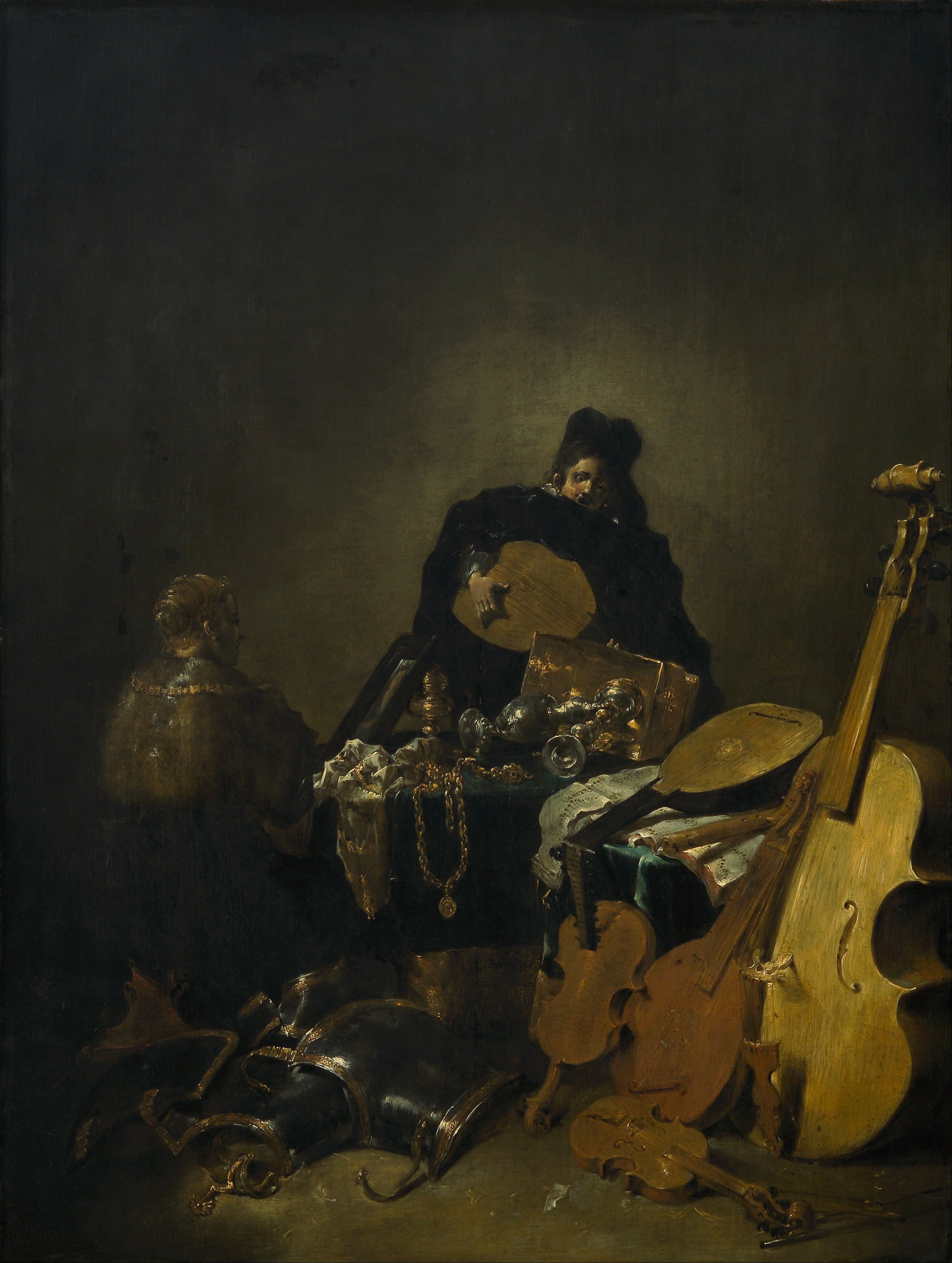
Аллегория тщеславия (Ванитас). Между 1630 и 1650. Дерево, масло. Музей истории искусств, Вена
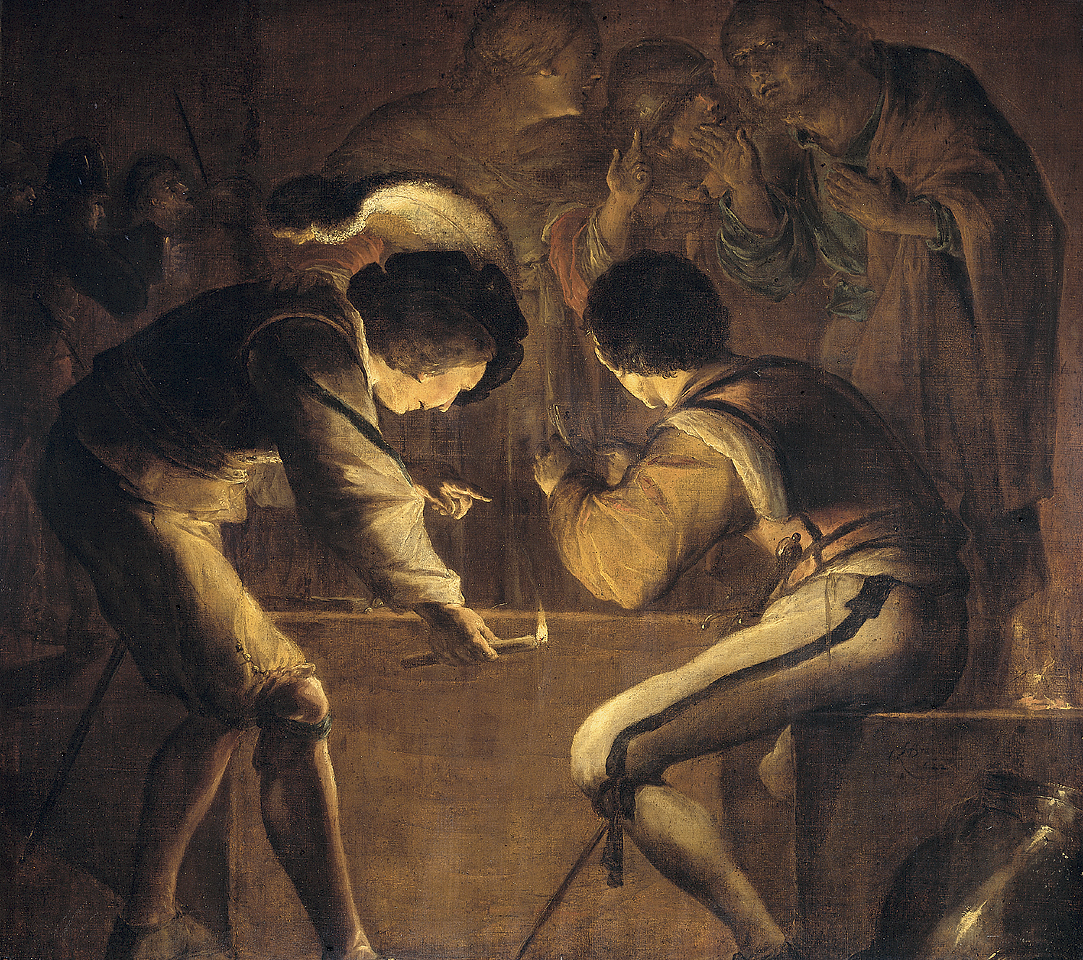
Отречение апостола Петра. 1642. Холст, масло. Рейксмюсеум, Амстердам
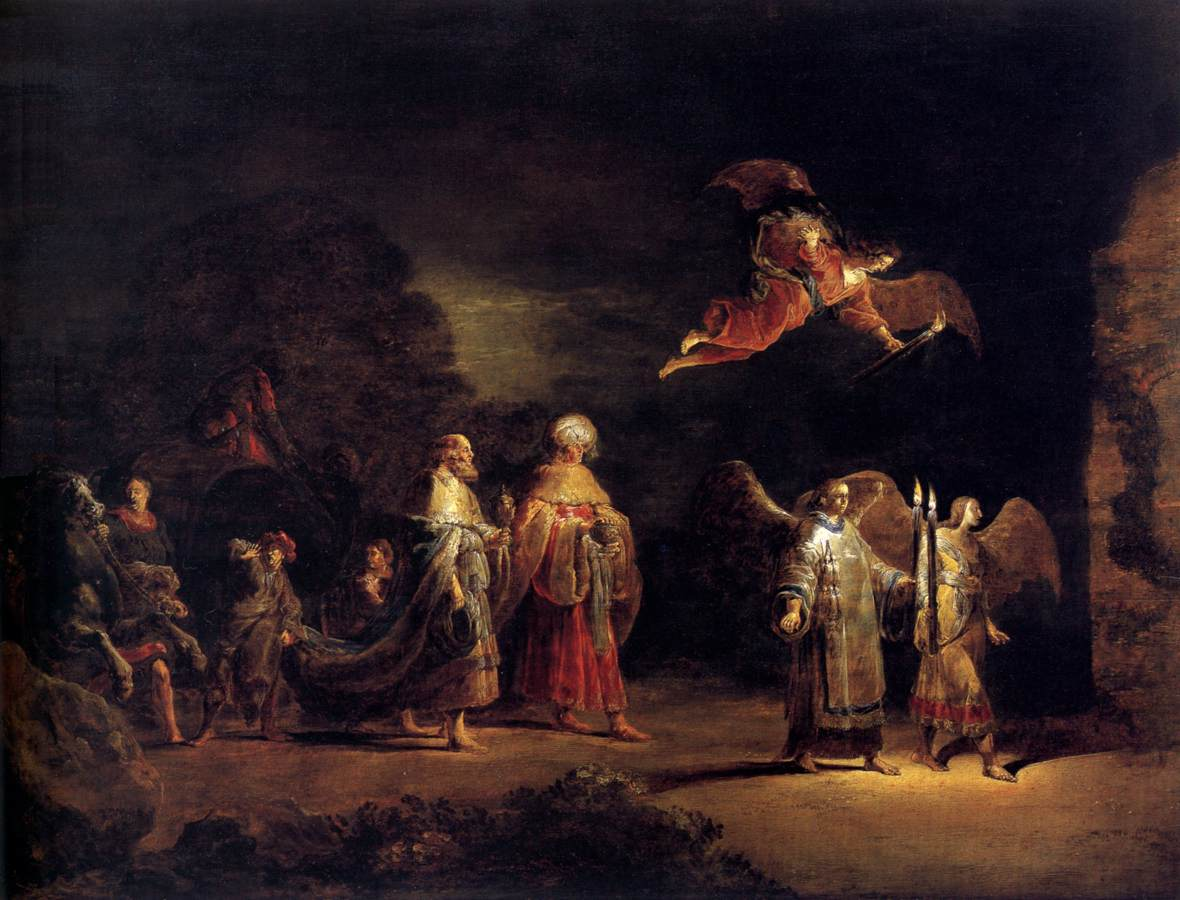
Шествие волхвов в Вифлеем. Между 1638 и 1640. Дерево, масло. Нью-Йоркское историческое общество, Нью-Йорк
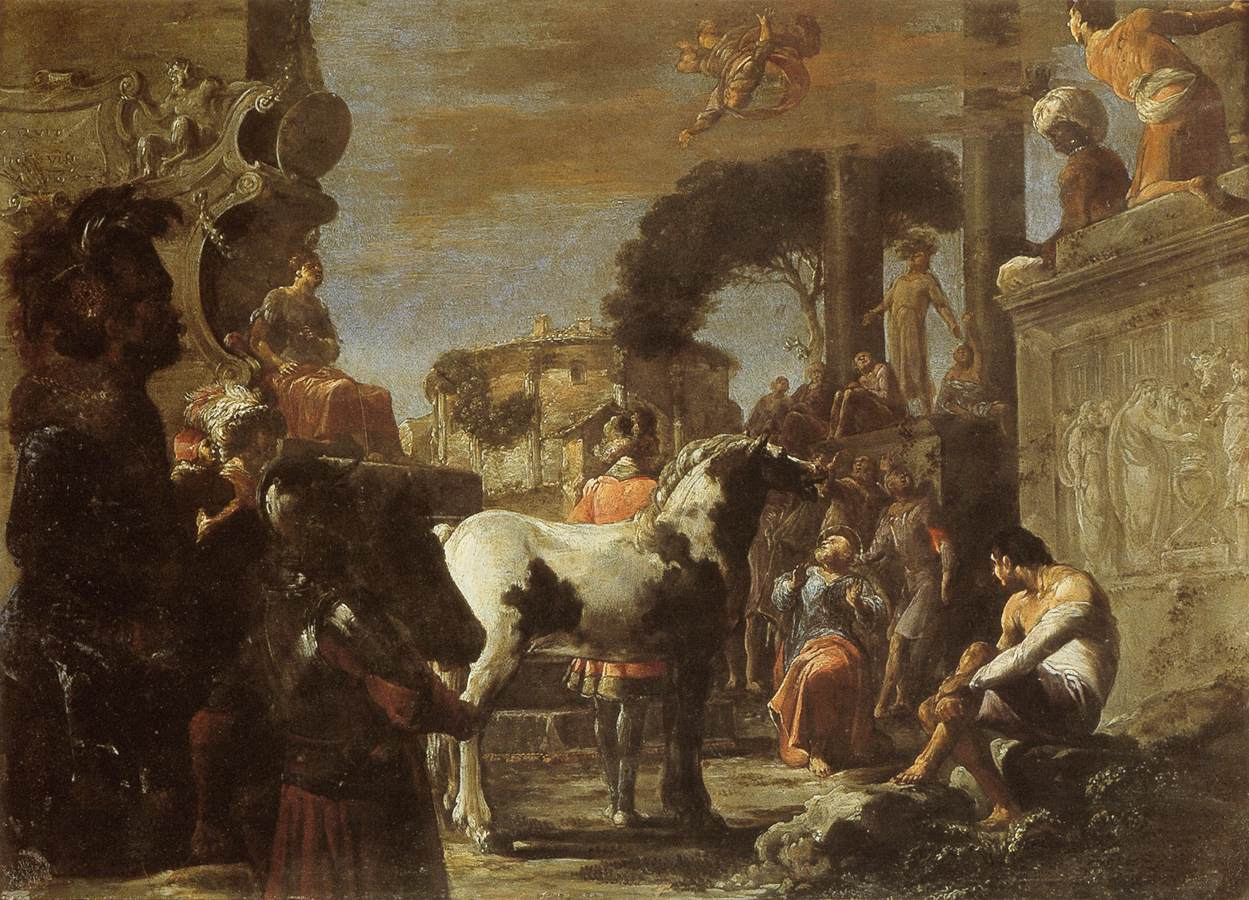
Падение Симона Волхва. 1623. Медь, масло. Музей изящных искусств, Дижон
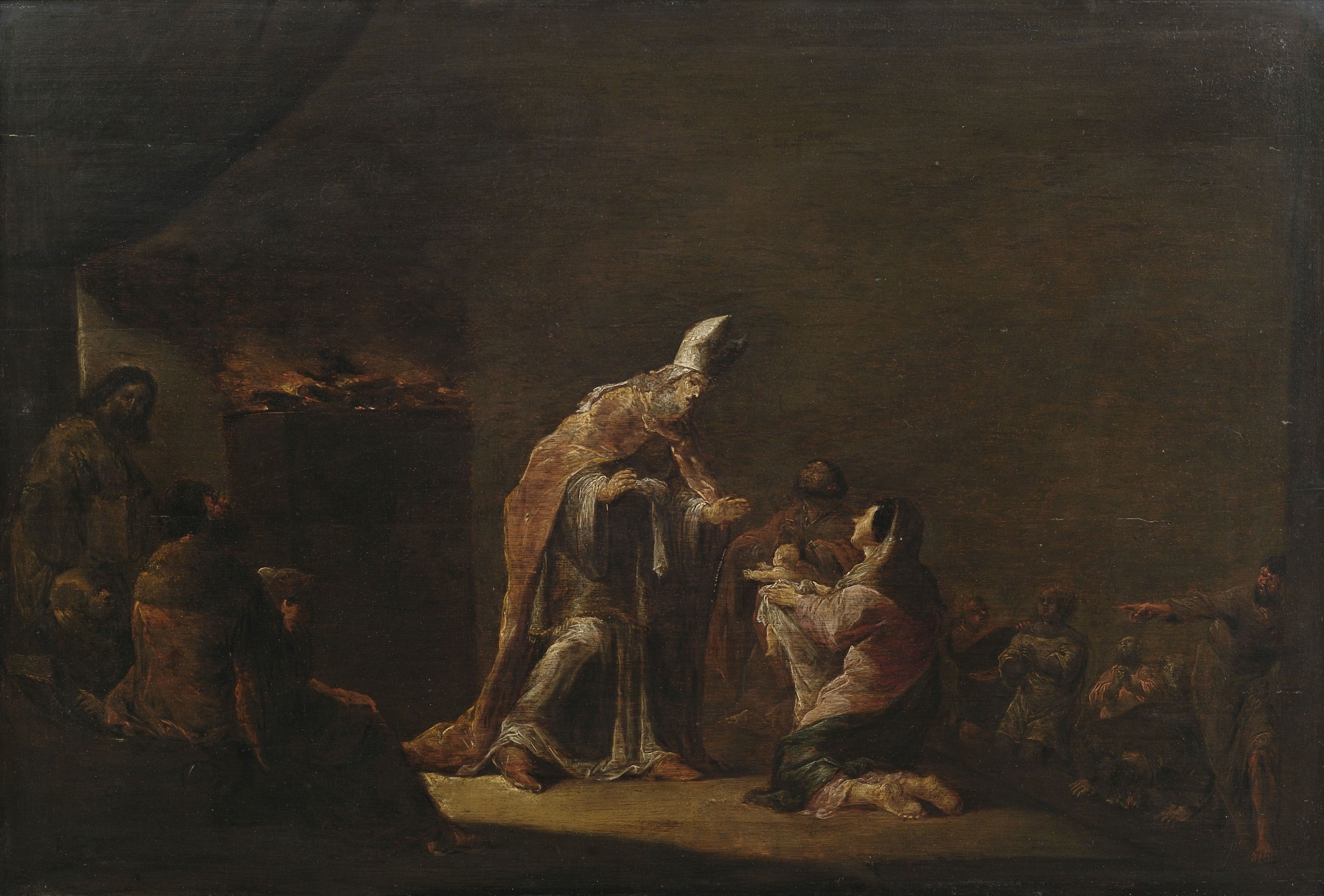
Представление Марии в храме. 1657. Дерево, масло. Частное собрание